# Arneb
Arneb (Alfa Leporis, α Lep) – najjaśniejsza gwiazda w gwiazdozbiorze Zająca. Znajduje się w odległości około 690 lat świetlnych od Słońca.

## Nazwa
Gwiazda ma nazwę własną Arneb, która pochodzi z języka arabskiego. Nazwa ‏أرنب‎ arnab oznacza „zając” i odnosiła się dawniej do całego gwiazdozbioru, a wyobrażenie to zostało przejęte przez Arabów ze starożytnej Grecji. Wcześniej Arabowie widzieli w gwiazdach Zająca krzesło lub tron olbrzyma (Oriona). Międzynarodowa Unia Astronomiczna w 2016 r. formalnie zatwierdziła użycie nazwy Arneb dla określenia tej gwiazdy.

## Charakterystyka
Jest to żółtobiały nadolbrzym należący do typu widmowego F0, o temperaturze 7000 kelwinów. Starsze pomiary paralaksy z sondy Hipparcos sugerowały odległość 670 parseków (ponad 2000 lat świetlnych), ale pomiary sondy Gaia wskazują, że gwiazda znajduje się bliżej, 213 pc (~690 lat świetlnych) od Słońca.
Alfa Leporis ma dwie optyczne towarzyszki, składnik B o wielkości 11,2m odległy o 35,5 sekundy kątowej i składnik C o wielkości 11,9m oddalony o 91″ (pomiary z 2008 roku). Składnik B przesunął się względem Arneba o ponad 10″ od 1835 roku i ich sąsiedztwo na niebie jest najprawdopodobniej tylko przypadkowe.